# Mérey Miksa
Mérey Miksa, 1882-ig Mandl, névváltozata: Mérei (Szentendre, 1856. július 14. – Budapest, Erzsébetváros, 1915. december 21.) újságíró, lapkiadó.

## Élete
Mandl Lipót (1824–1915) kereskedő és Reich Róza gyermekeként született izraelita családban. 1875-től a Szegedi Napló munkatársaként dolgozott. Később Budapestre költözött és a Kosmos, majd a Corvina nyomdai Rt. egyik vezetője lett. Az utóbbi vállalat adta ki a Neues Politisches Volksblattot, amelynek több évtizedekig vezető munkatársa volt. 1897-ben részt vett a Neues Politisches Volksblatt Rt. megalapításában. Ettől kezdve ő volt a lap felelős kiadója is.
A Kozma utcai izraelita temetőben nyugszik (9-18-20). Hevesi Simon főrabbi és Fleischmann Sándor búcsúztatta.

## Családja
Első felesége Rosenfeld Berta (1856–1931) volt, akivel 1884. július 8-án kötött házasságot, ám 1910-ben elvált tőle. Második felesége Bettelheim Ernesztina volt, akit 1910. augusztus 13-án Budapesten, a Terézvárosban vett nőül.
Fia Mérei Oszkár (1885–1945) ügyvéd, lapkiadó, a holokauszt áldozata.